# 山の神温泉 (岩手県)
山の神温泉（やまのかみおんせん）は、岩手県花巻市（旧国陸奥国、明治以降は陸中国）花巻温泉郷にある温泉。

## 泉質
- 単純温泉

## 温泉街
花巻南温泉峡の入り口から5番目の温泉である。大沢温泉と高倉山温泉の間に位置する。豊沢川沿いに、一軒宿が存在する。かつては休業中であった。湯治場の一軒宿であったが、大型旅館に改装され、そしてその後休業を経て別経営者によって営業を再開し現在に至る。

## アクセス
- 鉄道 : 東北本線花巻駅より岩手県交通バスで約40分。